# Stef Clement
Stef Clement (Tilburg, 24 settembre 1982) è un ex ciclista su strada olandese. Professionista dal 2006 al 2019, era uno specialista delle prove a cronometro: in questa specialità vinse un bronzo ai campionati del mondo 2007, un argento ai Giochi europei 2015 e quattro titoli nazionali élite.

## Carriera

### Gli esordi e gli anni alla Bouygues Télécom
Dopo la vittoria del campionato olandese a cronometro nella categoria Under 23, nel biennio 2004-2005 è sotto contratto con la Rabobank Beloften, la squadra giovanile sponsorizzata Rabobank. Proprio nel 2005 si aggiudica l'Olympia's Tour, importante corsa olandese riservata ai dilettanti.
Passa professionista nel 2006 con la Bouygues Télécom, squadra francese del circuito UCI ProTour. In maggio prende parte al suo primo grande giro, il Giro d'Italia, concludendolo al 64º posto pur senza mai entrare nei primi dieci in alcuna tappa. Il mese seguente si laurea per la prima volta campione olandese a cronometro superando Erik Dekker e Joost Posthuma, mentre ai primi di settembre vince una tappa al Tour de l'Avenir, corsa francese per ciclisti di età inferiore a 23 anni.
Nel 2007 si riconferma campione olandese a cronometro davanti a Michiel Elijzen e Rick Flens. Partecipa al Tour de France, ritirandosi, e alla Vuelta a España, concludendo al 32º posto della generale; alla Vuelta chiude inoltre terzo nella cronometro del penultimo giorno, vinta da Samuel Sánchez, dopo essere stato primo per più di un'ora. Le qualità di cronoman vengono confermate cinque giorni dopo, con la medaglia di bronzo nella prova a cronometro del Mondiale di Stoccarda, dietro ai più esperti Fabian Cancellara e László Bodrogi. Conclude la stagione con un altro terzo posto, in ottobre, alla Chrono des Nations.
Nella primavera 2008 è quindi ottavo al Critérium International, quinto al Circuit de la Sarthe, terzo nella cronometro di Sion al Tour de Romandie, secondo in quella di Bad Neustadt an der Saale al Giro di Baviera. In luglio partecipa nuovamente al Tour de France, e conclude in 87ª posizione. Il mese seguente è quello dei Giochi della XXIX Olimpiade a Pechino: Clement partecipa sia alla corsa in linea che in quella a cronometro, ritirandosi nella prima e giungendo nono nella seconda. Al Mondiale di Varese del 25 settembre invece delude: partito per quart'ultimo nella prova contro il tempo, conclude solo ventiduesimo, a 2'31" dal vincitore Bert Grabsch. In ottobre riesce ad aggiudicarsi comunque la Chrono des Nations. Nell'agosto 2008 aveva intanto firmato un contratto con la Rabobank per la stagione 2009.

### Il ritorno alla Rabobank
Apre l'annata 2009 con il quarto posto alla Vuelta a Castilla y León, breve corsa a tappe spagnola. Pochi sono i risultati che arrivano nelle corse seguenti, fino al trionfo nell'ultima tappa del Critérium du Dauphiné Libéré, il 14 giugno: nell'occasione è abile a superare in volata i due compagni di fuga Tim Duggan e Sébastien Joly sul traguardo di Grenoble, aggiudicandosi per la prima volta una corsa in linea. In luglio è per la terza volta al via della Grande Boucle, e subito, nel corso della seconda tappa, coglie l'occasione per mettersi in mostra andando in fuga insieme ad altri tre ciclisti. Ripreso a 10 km dal traguardo, ha comunque la soddisfazione di indossare il numero rosso di corridore più combattivo di giornata. Un mese dopo si laurea nuovamente campione olandese a cronometro.

## Palmarès
- 2002

Campionati olandesi, Prova a cronometro Under-23
- 2003 (Van Hemert Groep, una vittoria)

9ª tappa Olympia's Tour
- 2005 (Rabobank Continental, due vittorie)

1ª tappa Cinturón Ciclista Internacional a Mallorca
Classifica generale Olympia's Tour
- 2006 (Bouygues Télécom, due vittorie)

Campionati olandesi, Prova a cronometro
9ª tappa Tour de l'Avenir (Chamonix > Finhaut)
- 2007 (Bouygues Télécom, una vittoria)

Campionati olandesi, Prova a cronometro
- 2008 (Rabobank, una vittoria)

Crono delle Nazioni (cronometro)
- 2009 (Rabobank, due vittorie)

Campionati olandesi, Prova a cronometro
7ª tappa Critérium du Dauphiné Libéré (Faverges > Grenoble)
- 2011 (Rabobank, una vittoria)

Campionati olandesi, Prova a cronometro
- 2014 (Belkin, una vittoria)

6ª tappa Volta Ciclista a Catalunya (El Vendrell > Vilanova i la Geltrú)

### Altri successi
- 2014 (Belkin)

Classifica scalatori Volta Ciclista a Catalunya

## Piazzamenti

### Grandi Giri
- Giro d'Italia

2006: 64º
2011: 108º
2012: 71º
2013: 48º
2015: ritirato (15ª tappa)
2017: 23º
- Tour de France

2007: fuori tempo massimo (12ª tappa)
2008: 90º
2009: 118º
2014: ritirato (7ª tappa)
2015: 59º
2016: 18º
- Vuelta a España

2007: 32º
2008: ritirato (7ª tappa)
2012: 100º
2013: ritirato (13ª tappa)
2014: 69º
2017: 29º

### Classiche monumento
- Liegi-Bastogne-Liegi

2006: ritirato
2012: ritirato
- Giro di Lombardia

2012: ritirato
2013: ritirato
2014: ritirato
2015: 79º
2016: ritirato
2017: ritirato

### Competizioni mondiali
- Campionati del mondo

Salisburgo 2006 - Cronometro: 24º
Stoccarda 2007 - Cronometro: 3º
Varese 2008 - Cronometro: 22º
Copenaghen 2011 - Cronometro: 20º
Limburgo 2012 - Cronosquadre: 5º
Toscana 2013 - Cronosquadre: 12º
Ponferrada 2014 - Cronosquadre: 14º
Ponferrada 2014 - In linea: 90º
Richmond 2015 - Cronosquadre: 13º
Bergen 2017 - Cronosquadre: 7º
- Giochi olimpici

Pechino 2008 - In linea: ritirato
Pechino 2008 - Cronometro: 9º